# Yoji Sasaki
Yoji Sasaki (佐々木 陽次 Sasaki Yoji?, nacido el 2 de julio de 1992 en Toyama) es un futbolista japonés que se desempeña como centrocampista.

## Trayectoria

### Clubes
| Club             | País  | Año         |
| ---------------- | ----- | ----------- |
| Tokushima Vortis | Japón | 2015 - 2016 |
| Kataller Toyama  | Japón | 2017 -      |

## Estadística de carrera

### J. League
| Club             | Año   | J. League | J. League | Copa J. League | Copa J. League | Total | Total |
| Club             | Año   | Part.     | Goles     | Part.          | Goles          | Part. | Goles |
| ---------------- | ----- | --------- | --------- | -------------- | -------------- | ----- | ----- |
| Tokushima Vortis | 2015  | 15        | 0         | -              | -              | 15    | 0     |
| Tokushima Vortis | 2016  | 0         | 0         | -              | -              | 0     | 0     |
| Kataller Toyama  | 2017  | 24        | 6         | -              | -              | 24    | 6     |
| Total            | Total | 39        | 6         | 0              | 0              | 39    | 6     |